# Volksabstimmungen in der Schweiz 1985
Dieser Artikel bietet eine Übersicht der Volksabstimmungen in der Schweiz im Jahr 1985.
In der Schweiz fanden auf Bundesebene zwölf Volksabstimmungen statt, im Rahmen von vier Urnengängen am 10. März, 9. Juni, 22. September und 1. Dezember. Dabei handelte es sich um sechs obligatorische Referenden, drei Volksinitiativen, einen Gegenentwurf zu einer zurückgezogenen Volksinitiative und zwei fakultative Referenden.

## Abstimmungen am 10. März 1985

### Ergebnisse
| Nr. | Vorlage                                                                                                   | Art | Stimm- berechtigte | Abgegebene Stimmen | Beteiligung | Gültige Stimmen | Ja      | Nein    | Ja-Anteil | Nein-Anteil | Stände | Ergebnis |
| --- | --- | --- | ------------------ | ------------------ | ----------- | --------------- | ------- | ------- | --------- | ----------- | ------ | -------- |
| 326 | Bundesbeschluss vom 5. Oktober 1984 über die Aufhebung der Beiträge für den Primarschulunterricht         | OR  | 4'134'052          | 1'421'438          | 34,38 %     | 1'373'103       | 802'882 | 570'221 | 58,47 %   | 41,53 %     | 18:5   | ja       |
| 327 | Bundesbeschluss vom 5. Oktober 1984 über die Aufhebung der Beitragspflicht des Bundes im Gesundheitswesen | OR  | 4'134'052          | 1'422'147          | 34,77 %     | 1'371'430       | 726'781 | 644'649 | 52,99 %   | 47,01 %     | 13:10  | ja       |
| 328 | Bundesbeschluss vom 5. Oktober 1984 über die Ausbildungsbeiträge                                          | OR  | 4'134'052          | 1'422'205          | 34,77 %     | 1'368'571       | 651'854 | 716'717 | 47,63 %   | 52,37 %     | 8½:14½ | nein     |
| 329 | Eidgenössische Volksinitiative «für eine Verlängerung der bezahlten Ferien (Ferien-Initiative)»           | VI  | 4'134'052          | 1'430'370          | 34,97 %     | 1'408'680       | 489'952 | 918'728 | 34,78 %   | 65,22 %     | 2:21   | nein     |

### Bundesbeiträge für Primarschulunterricht
Seit der Wirtschaftskrise der 1970er Jahre, die zu einem chronischen Budgetdefizit geführt hatte, diskutierten Bund und Kantone über eine Neuverteilung der Aufgaben. Im September 1981 präsentierte der Bundesrat sechs Massnahmen auf Verfassungs- und Gesetzesstufe sowie sieben Massnahmen nur auf Gesetzesstufe, die Einsparungen in der Höhe von einer Milliarde Franken zulasten der Kantone ermöglichen sollten. Alle Massnahmen, die eine Verfassungsänderung erforderten, unterstanden dem obligatorischen Referendum. Die erste betraf die Streichung der Subventionen für Primarschulen (0,85 Millionen), für die die Kantone nun allein verantwortlich sein sollten. Ausserdem sollten die Kantone Tessin und Graubünden für den gesetzlich vorgeschriebenen Sprachunterrichtszuschlag von 0,66 Millionen über den allgemeinen Finanzausgleich kompensiert werden. Schliesslich sollte auch ein Zuschlag von 1 Million an die Bergkantone wegfallen. Das Parlament verabschiedete die Vorlage fast oppositionslos, da die Bundesbeiträge an den Primarschulunterricht allgemein als Bagatellsubventionen betrachtet wurden. Nur die Linksaussenparteien PdA und POCH stellten sich dagegen, weil sie den Bundeshaushalt grundsätzlich über die Einnahmenseite sanieren wollten. Der Bundesrat verwies auf die Notwendigkeit einer klaren Aufgabentrennung. Angesichts der breiten Unterstützung durch Parteien und Verbände fiel das Ergebnis weniger deutlich aus als erwartet. Knapp drei Fünftel der Abstimmenden nahmen die Vorlage an, mit Nein-Mehrheiten in den Kantonen Freiburg, Jura, Neuenburg, Uri und Wallis.

### Beitragspflicht im Gesundheitswesen
Eine weitere, relativ geringfügige Massnahme des Sparpakets betraf die Beitragspflicht des Bundes an die Kantone zur Oberaufsicht im Bereich der Lebensmittelkontrolle. Diese Bestimmung war 1897 in einer Volksabstimmung genehmigt worden und galt mittlerweile als überflüssig. Ihre Streichung sollte Einsparungen von zwei Millionen Franken jährlich ermöglichen. Ausser der PdA und den POCH sowie einzelnen SP- und CVP-Kantonalparteien unterstützten alle Parteien, Wirtschaftsdachverbände und nationalen Arbeitnehmerverbände die Vorlage, entsprechend galt sie als weitestgehend unbestritten. Angesichts dieser Ausgangslage erstaunte das recht knappe Ergebnis: Nur 53 Prozent der Abstimmenden nahmen sie an, mit Nein-Mehrheiten in zehn Kantonen. Eine Nachbefragung ergab, dass viele der Neinstimmenden nicht damit einverstanden waren, dass sich der Bund einseitig auf Kosten der Kantone saniert.

### Ausbildungsbeiträge
1963 hatten Volk und Stände die Gesetzgebungskompetenz des Bundes im Stipendienwesen und bei anderen Ausbildungshilfen angenommen. Im Rahmen des Sparpakets war vorgesehen, dass die Kantone wieder allein dafür zuständig sein sollten. Dadurch würde der Bund jährlich rund 80 Millionen Franken einsparen. Heftigen Widerstand leistete die SP, die massive Leistungskürzungen in finanzschwachen Kantonen befürchtete, sollte sich der Bund komplett aus dem Stipendienwesen zurückziehen. Das Parlament ging nicht darauf ein und beschloss, die Bundesbeiträge an die Stipendien bis 1989 ganz abzuschaffen. Daraufhin schlossen sich Jugend- und Studentenverbände zu einem «Komitee für gerechte Stipendien» zusammen, das gemeinsam mit den linken Parteien Widerstand gegen die Vorlage leistete. Auch die Grünen, der LdU, die EVP und einzelne bürgerliche Politiker sprachen sich dagegen aus. Sie befürchteten, ein vollständiger Rückzug des Bundes könnte angesichts sparwilliger Kantone zu einem allgemeinen Abbau der Stipendien führen. Auf der anderen Seite standen die bürgerlichen Parteien, die die staatspolitische Wichtigkeit der Vorlage hervorzustreichen versuchten. Eine knappe Mehrheit der Abstimmenden und eine deutlichere Mehrheit der Kantone lehnten die Vorlage ab.

### Ferieninitiative
Im Herbst 1979 reichten SP und Gewerkschaften eine Volksinitiative ein, die für alle Arbeitnehmer vom 21. bis zum 39. Altersjahr vier Wochen und für die übrigen fünf Wochen Ferien verlangte. In seiner Botschaft erkannte der Bundesrat an, dass das Arbeitstempo sowie die physische und psychische Belastung der Arbeitnehmer gestiegen seien. Doch die Initiative ging ihm zu weit, weshalb er als indirekten Gegenvorschlag eine Erhöhung der im Obligationenrecht vorgeschriebenen Mindestferiendauer um eine Woche auf drei Wochen (bzw. auf vier Wochen für Jugendliche und Lehrlinge) vorschlug. Das Parlament kam der Initiative noch weiter entgegen und erhöhte die Mindestferiendauer um eine weitere Woche. Die Initianten zogen ihr Begehren jedoch nicht zurück, da sie mit der Regelung im Obligationenrecht eine Benachteiligung jener Arbeitnehmer sahen, die im privaten Sektor ohne Gesamtarbeitsvertrag tätig waren. Die bürgerlichen Gegner waren der Ansicht, die Verfassung sei nicht geeignet dafür, Ferienansprüche festzuschreiben; für Anliegen dieser Art sei eine gesetzliche Regelung besser. Ausserdem nehme die Initiative zu wenig Rücksicht auf die unterschiedlichen Verhältnisse in den Branchen. Knapp zwei Drittel der Abstimmenden lehnten die Vorlage bei tiefer Beteiligung ab, Ja-Mehrheiten verzeichneten die Kantone Jura und Tessin.

## Abstimmungen am 9. Juni 1985

### Ergebnisse
| Nr. | Vorlage | Art | Stimm- berechtigte | Abgegebene Stimmen | Beteiligung | Gültige Stimmen | Ja      | Nein     | Ja-Anteil | Nein-Anteil | Stände | Ergebnis |
| --- | --- | --- | ------------------ | ------------------ | ----------- | --------------- | ------- | -------- | --------- | ----------- | ------ | -------- |
| 330 | Eidgenössische Volksinitiative «Recht auf Leben»                                                                             | VI  | 4'144'413          | 1'480'472          | 35,72 %     | 1'447'093       | 448'016 | 999'077  | 30,96 %   | 69,04 %     | 5½:17½ | nein     |
| 331 | Bundesbeschluss vom 5. Oktober 1984 über die Aufhebung des Kantonsanteiles am Reinertrag der Stempelabgaben                  | OR  | 4'144'413          | 1'460'694          | 35,24 %     | 1'357'905       | 903'345 | 454'560  | 66,52 %   | 33,48 %     | 22:1   | ja       |
| 332 | Bundesbeschluss vom 5. Oktober 1984 über die Neuverteilung des Reinertrages aus der fiskalischen Belastung gebrannter Wasser | OR  | 4'144'413          | 1'460'771          | 35,25 %     | 1'358'453       | 982'318 | 376'135  | 72,31 %   | 27,69 %     | 22:1   | ja       |
| 333 | Bundesbeschluss vom 14. Dezember 1984 über die Aufhebung der Unterstützung für die Selbstversorgung mit Brotgetreide         | OR  | 4'144'413          | 1'463'634          | 35,31 %     | 1'379'907       | 787'056 | 592'8510 | 57,04 %   | 42,96 %     | 18½:4½ | ja       |

### Recht auf Leben
Schwangerschaftsabbrüche waren seit dem Inkrafttreten des Strafgesetzbuches im Jahr 1942 bei medizinischer Indikation straffrei. Rasch entwickelte sich jedoch eine von Kanton zu Kanton unterschiedliche Praxis, wobei immer mehr von ihnen die medizinische Indikation zunehmend liberaler interpretierten. Eine gesamtschweizerisch einheitliche Praxis fehlte aber weiterhin. Im Juli 1980 reichte ein konservatives Komitee eine Volksinitiative ein, die verlangte, menschliches Leben umfassend zu schützen. Ihre offene Formulierung tangierte verschiedene Bereiche wie Sterbehilfe, Organtransplantation und Waffengebrauch. Hauptsächlich ging es den Initianten aber darum, eine äusserst restriktive Abtreibungsregelung durchzusetzen und in Zukunft jegliche Diskussion über eine eventuelle Straflosigkeit zu unterbinden. Das Parlament wies die Initiative deutlich zurück und lehnte auch einen Gegenvorschlag ab, der das bisher ungeschrieben geltende Recht auf Leben in der Verfassung verankern sollte. Nur die CVP, die EVP und Rechtsaussenparteien unterstützten die Initiative. Die Schweizer Bischofskonferenz betonte, es gehe nicht allein um den Schwangerschaftsabbruch, sondern ebenso sehr um den Schutz des Lebens auf der ganzen Welt und vor allen Gefahren. Linke und bürgerliche Parteien, aber auch der Schweizerische Evangelische Kirchenbund, stellten sich gegen die Vorlage. Ein absoluter Schutz des Lebens von der Befruchtung an (wie von der Initiative gefordert) sei schlicht nicht praktikabel, stelle weit verbreitete Verhütungsmethoden in Frage und enge die Möglichkeiten für eine Abtreibung zu radikal ein. Zudem würden letztere einfach illegal vorgenommen, was gefährlich und unsozial sei. Fast sieben Zehntel der Abstimmenden lehnten die Vorlage ab, wobei sie in einzelnen katholisch geprägten Kantonen Ja-Mehrheiten erzielte.

### Kantonsanteil an den Stempelabgaben
1980 hatten Volk und Stände als Beitrag zur Bekämpfung des Budgetdefizits des Bundes einer bis 1985 befristeten Aufhebung der Kantonsanteile am Ertrag der Stempelsteuern zugestimmt. Doch die Finanzlage entwickelte sich auch in der ersten Hälfte der 1980er Jahre nicht zum Positiven, weshalb der Bundesrat verschiedene Massnahmen beantragte. Unter anderem sollten die Kantone dauerhaft auf ihren Anteil am Stempelsteuerertrag verzichten, wodurch der Bund rund 140 Millionen Franken mehr einnehmen würde. Da diese Massnahme eine Verfassungsänderung erforderte, war sie einem obligatorischen Referendum unterworfen. Alle grossen Parteien, Wirtschaftsverbände und Arbeitnehmerorganisationen unterstützten die Vorlage und betonten die Dringlichkeit der Sanierung der Bundesfinanzen. Linksaussenparteien und föderalistische Gruppierungen kritisierten hingegen die Umverteilungspolitik zulasten der Kantone. Fast zwei Drittel der Abstimmenden nahmen die Vorlage an, mit Ausnahme von Jura auch alle Kantone.

### Erträge der Alkoholabgabe
Ebenfalls 1980 hatten Volk und Stände der Aufhebung der Kantonsanteile am Ertrag der Eidgenössischen Alkoholverwaltung zugestimmt. Diese Massnahme war auch auf fünf Jahre begrenzt und sollte nun dauerhaft in der Verfassung verankert werden, wodurch weitere 150 Millionen Franken in die Bundeskasse fliessen würden. Davon ausgenommen war ein Anteil von 10 Prozent («Alkoholzehntel»), mit dem die Kantone wie bisher die Bekämpfung der Folgen des Alkoholismus finanzieren sollten. Befürworter und Gegner waren dieselben wie bei der Stempelsteuervorlage, mit ähnlichen Argumenten. Volk und Stände nahmen diese Vorlage noch etwas deutlicher an, wobei der Kanton Jura wiederum als einziger Nein stimmte.

### Selbstversorgung mit Brotgetreide
Die im Ersten Weltkrieg eingeführten Bundesbeiträge zur Verbilligung von Brot waren mit einer Verfassungsänderung im Jahr 1980 vollständig aufgehoben worden. Nun sollten im Rahmen eines 1984 vom Parlament beschlossenen Sparprogramms auch die in der Verfassung verankerten Unterstützungsbeiträge für die Selbstversorgung mit Brotgetreide wegfallen. Bis dahin hatten Landwirte, die Brotgetreide im eigenen Haushalt oder als Futter im Betrieb verwendeten, eine Reduktion des vom Müller geforderten Mahllohns um zehn Franken je 100 kg Selbstversorgungsgetreide erhalten. Mit dem Verzicht auf diese Zahlungen sollte die Bundeskasse jährlich um rund drei Millionen Franken entlastet werden. Weder in der Vernehmlassung noch im Parlament machte sich grösserer Widerstand bemerkbar. Bekämpft wurde die Aufhebung der Mahllohnreduktion nur von kleinen Links- und Rechtsparteien sowie von der SVP, die vor einem Verschwinden kleiner Kundenmühlen und einer möglichen Schwächung der Landesversorgung warnten. Hingegen unterstützte der Bauernverband die Vorlage. Eine deutliche Mehrheit der Abstimmenden und der Kantone genehmigte die Verfassungsänderung.

## Abstimmungen am 22. September 1985

### Ergebnisse
| Nr. | Vorlage | Art | Stimm- berechtigte | Abgegebene Stimmen | Beteiligung | Gültige Stimmen | Ja      | Nein    | Ja-Anteil | Nein-Anteil | Stände | Ergebnis |
| --- | --- | --- | ------------------ | ------------------ | ----------- | --------------- | ------- | ------- | --------- | ----------- | ------ | -------- |
| 334 | Bundesbeschluss vom 5. Oktober 1984 über die Volksinitiative «für die Koordination des Schuljahresbeginns in allen Kantonen» (Gegenentwurf) | GE  | 4'160'697          | 1'705'700          | 41,00 %     | 1'672'922       | 984'463 | 688'459 | 58,85 %   | 41,15 %     | 16:7   | ja       |
| 335 | Bundesbeschluss vom 5. Oktober 1984 über die Innovationsrisikogarantie zugunsten von kleinen und mittleren Unternehmen                      | FR  | 4'160'697          | 1'700'216          | 40,86 %     | 1'612'795       | 695'288 | 917'507 | 43,11 %   | 56,89 %     | –      | nein     |
| 336 | Schweizerisches Zivilgesetzbuch (Wirkungen der Ehe im Allgemeinen, Ehegüterrecht und Erbrecht), Änderung vom 5. Oktober 1984                | FR  | 4'160'697          | 1'709'875          | 41,09 %     | 1'684'362       | 921'743 | 762'619 | 54,72 %   | 45,28 %     | –      | ja       |

### Einheitlicher Schuljahresbeginn
Seit jeher ist das Schulwesen in der Schweiz kantonal geregelt, entsprechend bestanden auch beim Schuljahresbeginn Abweichungen. Während 13 Kantone der Deutschschweiz diesen im Frühjahr hatten, begann das Schuljahr in der übrigen Schweiz nach den Sommerferien. Eine Vereinheitlichung mithilfe eines interkantonalen Konkordats scheiterte mehrmals, weshalb elf FDP-Kantonalparteien im Jahr 1981 mit der Einreichung einer Volksinitiative Druck ausübten. Der Bundesrat teilte das Anliegen und präsentierte einen direkten Gegenentwurf, mit dem der Schuljahresbeginn schweizweit einheitlich auf den Spätsommer festgelegt werden sollte. Nachdem das Parlament deutlich zugestimmt hatte, zogen die Initianten ihr allgemeiner formuliertes Begehren zurück. Gegen die Vorlage sprachen sich die SVP, Rechtsaussenparteien und die Grünen aus, die vor allem föderalistische Bedenken äusserten. Alle übrigen Parteien sowie die Arbeitnehmer- und Bildungsorganisationen unterstützten die Vereinheitlichung. Sie argumentierten, der aktuelle Zustand sei nicht mehr zeitgemäss, erschwere den Wohnortwechsel, führe zu mehr Repetitionen und behindere den Anschluss an die Berufsbildung für Kantonsgrenzgänger. Knapp drei Fünftel der Abstimmenden und eine komfortable Mehrheit der Kantone stimmten der Vorlage zu. Die Angleichung erfolgte mit der Verlängerung des Schuljahres 1988/89 in den «Frühjahrskantonen».

### Innovationsrisikogarantie
1982 empfahl eine vom Bundesrat eingesetzte Expertenkommission die Einführung einer Innovationsrisikogarantie (IRG), ähnlich wie bei der bereits bestehenden Exportrisikogarantie. Dabei sollte gegen eine Prämie des Unternehmens das eingesetzte Risikokapital für die Investition in Innovationen versichert werden können. In der 1983 begonnenen Vernehmlassung bezeichneten FDP und Arbeitgeberverbände die IRG als systemwidrig. Um die in der gleichen Vorlage vorgesehene Reform der Regionalpolitik nicht zu gefährden, brachte der Ständerat das Volkswirtschaftsdepartement dazu, eine abgeschwächte Version auszuarbeiten. Diese machte aus der staatlichen Versicherung eine Rückversicherung, bei der die Unternehmen einen Teil des Risikos selbst tragen sollten. Nach Abschluss der Parlamentsdebatte ergriff der Gewerbeverband das Referendum. Zu den Gegnern gehörten neben der FDP auch die SVP und die LPS. Sie argumentierten, der Staat solle Unternehmen mit steuerlichen und administrativen Erleichterungen unterstützen sowie Bildung und Forschung fördern, anstatt eine neue Bürokratie zu schaffen. Die links stehenden Parteien (aber auch die CVP) sahen in der IRG eine wichtige Hilfe für kleinere Unternehmen. Sie fördere nicht nur die Schaffung von Arbeitsplätzen, sondern verhindere auch, dass die Schweiz künftig im weltweiten Konkurrenzkampf ins Hintertreffen gerate. Die Mehrheit der Abstimmenden lehnten die Vorlage ab.

### Ehe- und Erbrecht
1979 legte der Bundesrat einen Entwurf für die Revision des veralteten Eherechts vor, um dem gesellschaftlichen Wandel gerecht zu werden. Angestrebt wurde ein Zusammenleben von Mann und Frau mit gleichen Rechten und Pflichten. Das neue Recht sollte nicht mehr von einer gesetzlichen Rollenaufteilung ausgehen, sondern es den Eheleuten überlassen, sich bezüglich der Aufgabenteilung zu einigen. Damit verbunden war auch eine Anpassung des ehelichen Güterrechts. An die Stelle der alten Güterverbindung mit Verwaltung des «Frauenguts» durch den Ehemann als Oberhaupt der Familie sollte die Errungenschaftsbeteiligung treten. Nach langer und intensiver Debatte, die sich um die Klärung zahlreicher Detailfragen drehte, nahmen beide Parlamentskammern das neue Gesetz deutlich an. Noch vor dem Ende der Beratungen konstituierte sich ein Referendumskomitee unter der Führung von SVP-Nationalrat Christoph Blocher (gegen den Willen seiner eigenen Partei). Zu den Gegnern gehörten auch Rechtsaussenparteien und die LPS. Ihre Argumente waren in erster Linie moralischer oder ökonomischer Natur. So könne die Abkehr von der traditionellen Rolle der Familie hin zu einer unverbindlichen Partnerschaft im Falle einer Trennung den Fortbestand von Unternehmen oder Landwirtschaftsbetrieben gefährden. Rund hundert Parlamentarier aus allen Parteien schlossen sich auf Seiten der Befürworter zu einem Aktionskomitee zusammen, um die Öffentlichkeit umfassend zu informieren. Sie wiesen auf die Notwendigkeit der Revision hin, welche die lange geforderte Gleichberechtigung verwirkliche und die Institution der Ehe stärke. Eine relativ knappe Mehrheit der Abstimmenden nahm die Vorlage an, wobei das deutliche Ja der Frauen den Ausschlag gab.

## Abstimmung am 1. Dezember 1985

### Ergebnis
| Nr. | Vorlage                                                              | Art | Stimm- berechtigte | Abgegebene Stimmen | Beteiligung | Gültige Stimmen | Ja      | Nein      | Ja-Anteil | Nein-Anteil | Stände | Ergebnis |
| --- | -------------------------------------------------------------------- | --- | ------------------ | ------------------ | ----------- | --------------- | ------- | --------- | --------- | ----------- | ------ | -------- |
| 337 | Eidgenössische Volksinitiative «für die Abschaffung der Vivisektion» | VI  | 4'166'145          | 1'582'278          | 37,97 %     | 1'558'480       | 459'358 | 1'099'122 | 29,47 %   | 70,53 %     | 0:23   | nein     |

### Abschaffung der Vivisektion
Die industrielle Nutztierhaltung geriet zunehmend mit dem Tierschutz in Konflikt. Bei der Ausarbeitung einer neuen Tierschutzverordnung entschied sich der Bundesrat für eine pragmatische Lösung. So sollten Tierversuche zwar weiterhin erlaubt sein, aber bestimmte Voraussetzungen erfüllen. Im September 1981 reichte die Aktionsgruppe Helvetia Nostra um den bekannten Umweltschützer Franz Weber eine Volksinitiative ein. Sie forderte ein schweizweites Verbot der Vivisektion an Wirbeltieren und von grausamen Tiversuchen. Der Bundesrat lehnte zwar die Initiative als zu radikal ab, bewilligte aber Kredite für ein Forschungsprogramm über Alternativen zu Tierversuchen. Das Parlament folgte seiner Einschätzung, dass eine konsequente und restriktive Anwendung der geltenden Tier-, Gesundheits- und Umweltschutzgesetze den Anforderungen des Tierschutzes bereits genügend Rechnung trage. Zu den Befürwortern gehörten neben Tierschutzorganisationen unter anderem die Grünen und der LdU. Sie appellierten an das Unbehagen gegenüber der Degradierung der Natur zum blossen Material und forderten die Umstellung auf ethisch vertretbare Forschungsmethoden. Auf der anderen Seite warnten alle Bundesratsparteien, eine Annahme der Initiative hätte volkswirtschaftlich und forschungspolitisch negative Auswirkungen; ein Totalverbot könnte gar ein unethisches Verhalten gegenüber Menschen zur Folge haben. Mehr als zwei Drittel der Abstimmenden und sämtliche Kantone lehnten die Initiative ab.